# DN3B
De DN3B (Drum Național 3B of Nationale weg 3B) is een weg in Roemenië. Hij loopt van Călărași via Fetești naar Mihail Kogălniceanu. De weg is 98 kilometer lang.